# Immanuel Wallerstein

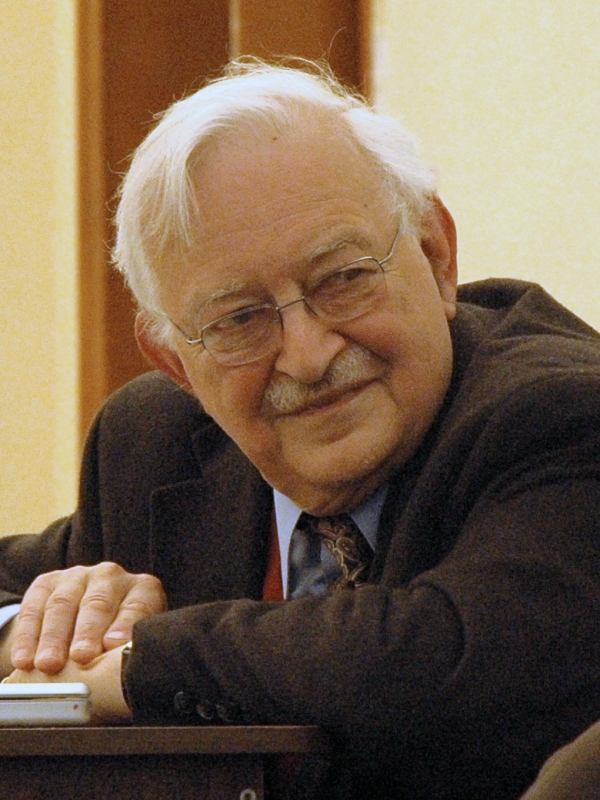
Immanuel Wallerstein (2008)

Immanuel Wallerstein (* 28. September 1930 in New York City; † 31. August 2019 in Branford (Connecticut)) war ein US-amerikanischer Soziologe und Sozialhistoriker. Er war der Begründer einer Weltsystemanalyse, die Aspekte von Geschichte, Wirtschaftswissenschaft, Politikwissenschaft und Soziologie zusammenfasst.

## Leben
Der Familienname wird auf den schwäbischen Ort Wallerstein zurückgeführt. Es wird angenommen, dass die einst dort ansässigen Vorfahren des Immanuel Maurice Wallerstein aufgrund spätmittelalterlicher oder frühneuzeitlicher Judenpogrome nach Galizien, Ungarn und Tschechien geflüchtet waren und dass die Wallersteins im 19. Jahrhundert wieder nach Deutschland zurückkehrten. Die Eltern von Wallerstein, sein Vater war Arzt, wanderten während der 1920er Jahre von Berlin in die USA aus.
Nach dem Zweiten Weltkrieg studierte Wallerstein Soziologie an der New Yorker Columbia University, erwarb dort 1951 einen B.A., 1954 den M.A. und 1959 den Ph.D. Zu seinen akademischen Lehrern gehörten Robert K. Merton, Paul F. Lazarsfeld, Seymor M. Lipset, Daniel Bell und Johan Galtung. In seiner Studentenzeit war er im World Assembly of Youth (WAY) aktiv, setzte er sich kritisch mit dem Realsozialismus auseinander, war aber zugleich ein entschiedener Gegner des McCarthyismus, der Thema seiner Master-Arbeit war.
Ab 1958 war er als Dozent an der Columbia University tätig. Als es im Zusammenhang mit Studentenprotesten, mit denen er sympathisierte, zu Streitigkeiten an der Hochschule kam, ging er 1971 als Soziologieprofessor an die kanadische McGill University. 1976 kehrte er nach New York zurück, wo er bis zu seiner Emeritierung 1999 an der Binghamton University als Professor lehrte. Noch bis 2005 war er Leiter des von ihm gegründeten Fernand Braudel Center for the Study of Economies, Historical Systems, and Civilizations an der Binghamton University.
Wallerstein hatte verschiedene Gastprofessuren an Universitäten weltweit, erhielt zahlreiche Ehrentitel, war mehrmals kurzfristig Directeur d’études associé an der École des Hautes Études en Sciences Sociales in Paris sowie von 1994 bis 1998 Präsident der International Sociological Association. 1998 wurde er in die American Academy of Arts and Sciences gewählt. Seit 2000 war er Senior Research Scholar an der Yale University. Er gilt unter anderem als Begründer der häufig so genannten Weltsystem-Theorie, verwahrte sich aber dagegen, eine Theorie geschaffen zu haben und bevorzugt den Begriff „Weltsystemanalyse“. 2004 erhielt er die Goldmedaille der Internationalen Kondratieff-Stiftung.

## Wissenschaftliches Werk
Siehe auch: Weltsystem-Theorie
Durch Wallersteins Bekanntschaft mit afrikanischen WAY-Delegierten entstand sein wissenschaftliches Interesse an den Unabhängigkeitsbewegungen des Kontinents. So beschäftigte er sich für etwa zwei Jahrzehnte mit dem sozialen Wandel in Afrika. Seine 1959 vorgelegte (und 1964 als Buch erschienene) Dissertationsschrift trug den Titel The Road to Independence. Ghana and the Ivory Coast. Darin vergleicht er die antikolonialen und nationalistischen Unabhängigkeitsbewegungen beider Länder. Mit weiteren Büchern über die Politik der Unabhängigkeitsbewegungen und seiner dezidierten Kritik des Kolonialismus und einfühlendem Verständnis für die Entwicklungsprobleme der gerade unabhängig gewordenen Staaten wurde er in den 1960er Jahren zu einem der führenden Afrikanisten in den USA. 1972/73 amtierte er als Präsident der African Studies Association (ASA).
Schon in seinem Buch Africa. The Politics of Unity (1967) verdeutlicht Wallerstein, dass die Probleme afrikanischer Unabhängigkeit und Einheitsbestrebungen nur in einem größeren, über Afrika hinausgehenden Zusammenhang angemessen zu verstehen sind. Im Schlusskapitel des Buches stellt er die Geschichte des Weltsystems in Grundzügen dar und bezeichnet es als relevante Einheit für das Studium der Entwicklungsprobleme Afrikas. Mit dieser Hinwendung zur Weltsystemanalyse gerieten die Zentren der Weltwirtschaft in den Mittelpunkt seines Forschungsinteresses.
Sein Hauptwerk, The Modern World-System, erschien in vier Bänden 1974, 1980, 1989 und 2011. Die deutschen Übersetzungen der ersten drei Bände erschienen mit erheblicher Zeitverzögerung. Band I kam in deutscher Sprache erst mit zwölfjähriger Verspätung heraus, Band II wurde erst 18 Jahre nach Erscheinen des amerikanischen Originals als Übersetzung publiziert, Band III nach 15 Jahren. Nur der von Wallerstein nach 22-jähriger Pause präsentierte Band IV wurde zeitnah (2012) übersetzt.
Laut Wallersteins Definition ist ein Weltsystem eine Einheit mit einer einzigen Arbeitsteilung und einer Vielzahl von Kulturssystemen. Er unterscheidet zwei unterschiedliche Formen von Weltsystem: Wenn es sich um eines mit einem einzigen gemeinsamen politischen System handelt, nennt er es Weltreich, wenn kein gemeinsames politisches System vorliegt, nennt er es Weltwirtschaft. Das moderne Weltsystem ist für ihn eine kapitalistische Weltwirtschaft, wobei er Kapitalismus abweichend von der traditionellen Lehre definiert, als Produktion für den Markt mit dem Ziel, den größtmöglichen Profit zu erzielen.
Die Darstellung der Geschichte des modernen Weltsystems beginnt in Band I mit der Entstehung der europäischen Weltwirtschaft im langen 16. Jahrhundert (1450–1640), die im Ansatz bereits alle wesentlichen Merkmale späterer Weltsysteme enthält: eine einheitliche Arbeitsteilung, eine vertikale Länder-Differenzierung in Zentren, Semiperipherien und Peripherien sowie ungleiche Tauschbeziehungen zwischen unterschiedlich entwickelten Wirtschaftszonen. Band II behandelt Merkantilismus und Konsolidierung der europäischen Weltwirtschaft im langen 17. Jahrhundert (1600–1750), wobei auch der Begriff Hegemonie eingeführt wird. Erster Hegemon waren die Niederlande, später folgten das Vereinigte Königreich und die Vereinigten Staaten, womit sich Wallerstein in den nächsten Bänden befasst. In Band III wird der Zeitraum von 1730 bis 1840 behandelt, in der die europäische Weltwirtschaft zur globalen Weltwirtschaft expandiert. In Band IV endet die Schilderung 1914, das Hauptaugenmerk liegt aber auf der Entwicklung bis 1875 und der Bildung des zentristischen Liberalismus als Ideologie.
Im Vorwort des vierten Bandes kündigte der damals 81-jährige Wallerstein einen Band V an, in dem er den Wettlauf um Afrika und den Aufstieg der nationalen Befreiungsbewegungen schildern wollte, außerdem die wirtschaftliche und politische Rivalität zwischen den USA und Deutschland um die Nachfolge von Großbritannien als Hegemonialmacht sowie die Eingliederung Ostasiens in das Weltsystem als Teil dessen Peripherie. Dieser Band sollte 1989 enden. Darüber hinaus wollte er noch einen sechsten Band über die strukturelle Krise der kapitalistischen Weltwirtschaft schreiben.
Wallerstein unterscheidet drei Arten von Krisen im Weltsystem:
- eine „normale“ Konjunktur- und Spekulationskrise, die nach seiner Einschätzung in wenigen Jahren überwunden sein könnte
- eine Krise der US-amerikanischen Hegemonie und deren globalen Ordnungsmodells, aus der sich wohl eine Schwerpunktverschiebung der Weltwirtschaft nach Asien ergeben wird
- eine systemische Krise mit kaum auszugleichenden strukturellen Widersprüchen, die mit den Problemlösungspotentialen des kapitalistischen Weltsystems nur noch schwer zu bewältigen ist. Sie könnte zum Ende des uns bekannten Kapitalismus führen.

Nach Wallersteins Auffassung liegt die Zeit der Kondratjew-Zyklen und damit die Möglichkeit der zyklischen Erneuerung in der Vergangenheit. Die Menschheit befinde sich in einer Zeit des Übergangs in ein anderes oder mehrere andere Systeme. Die Übergangsphase (2000–2050) werde durch verbreitete Gewalttätigkeit, persönliche Unsicherheit, intellektuelle Ungewissheit sowie durch akuten politischen Kampf gekennzeichnet sein.

## Wallerstein als öffentlicher Intellektueller
Wallerstein verstand sich als öffentlicher Intellektueller und scheute keine Konflikte. Seine Parteinahme für progressive und kapitalismuskritische Bewegungen kostete ihn zeitweise den Arbeitsplatz an der Hochschule. 1971 musste er wegen seiner Unterstützung der Studentenproteste die Columbia University verlassen. Bis wenige Wochen vor seinem Tod 2019 trat er regelmäßig als politischer Kommentator auf. Vom 1. Oktober 1998 bis zum 1. Juli 2019 veröffentlichte er halbmonatlich insgesamt 500 Kurztexte zur politischen Lage, die weltweit verbreitet und übersetzt wurden.

## Schriften
- 1961: Africa, The Politics of Independence. Vintage, New York
- 1964: The Road to Independence: Ghana and the Ivory Coast. Mouton, Paris & Den Haag
- 1967: Africa: The Politics of Unity, Random House, New York
- 1969: University in Turmoil: The Politics of Change. Atheneum, New York
- 1972 (mit Evelyn Jones Rich): Africa: Tradition & Change. Random House, New York
- 1974: The Modern World-System, Bd. I: Capitalist Agriculture and the Origins of the European World-Economy in the Sixteenth Century, Academic Press, New York/London
  - (deutsche Übersetzung von Angelika Schweikhart, 1986) Das moderne Weltsystem. Die Anfänge kapitalistischer Landwirtschaft und die europäische Weltökonomie im 16. Jahrhundert, Syndikat, Frankfurt am Main/Promedia, Wien, ISBN 3-85371-142-1.
- 1979: The Capitalist World-Economy. Cambridge University Press, Cambridge
- 1979: Aufstieg und zukünftiger Niedergang des kapitalistischen Weltsystems. Zur Grundlegung vergleichender Analyse. In: Senghaas, Dieter (Hrsg.): Kapitalistische Weltökonomie. Kontroversen über ihren Ursprung und ihre Entwicklungsdynamik, [1979], Frankfurt am Main: Suhrkamp Verlag ²1982
- 1980: The Ottoman empire and the capitalist world-economy. Some questions for research. Meteksan, Ankara
- 1980: The Modern World-System, Bd. II: Mercantilism and the Consolidation of the European World-Economy, 1600–1750. Academic Press, New York
  - (deutsche Übersetzung von Gerald Hödl 1998) Das moderne Weltsystem II. Der Merkantilismus: Europa zwischen 1600 und 1750, Promedia, Wien, ISBN 3-85371-138-3.
- 1982 (mit Terence K. Hopkins u. a.): World-Systems Analysis: Theory and Methodology. Sage, Beverly Hills
- 1982 (mit Samir Amin, Giovanni Arrighi und Andre Gunder Frank): Dynamics of Global Crisis, Macmillan, London
- 1983: Historical Capitalism. Verso, London
  - (deutsche Übersetzung von Uta Lehmann-Grube 1989): Der historische Kapitalismus. Argument, Hamburg, ISBN 3-88619-040-4. Mit einem Nachwort von Hans-Heinrich Nolte.
- 1984: The Politics of the World-Economy. The States, the Movements and the Civilizations. Cambridge University Press, Cambridge
- 1986: Africa and the Modern World. Africa World Press, Trenton NJ
- 1989: The Modern World-System, Bd. III: The Second Great Expansion of the Capitalist World-Economy, 1730–1840's. Academic Press, San Diego
  - (deutsche Übersetzung von David Mayer 2004): Das moderne Weltsystem III. Die große Expansion: Die Konsolidierung der Weltwirtschaft im langen 18. Jahrhundert. Promedia, Wien, ISBN 3-85371-223-1.
- 1989 (mit Giovanni Arrighi und Terence K. Hopkins): Antisystemic Movements. Verso, London
- 1990 (mit Samir Amin, Giovanni Arrighi und Andre Gunder Frank): Transforming the Revolution: Social Movements and the World-System. Monthly Review Press, New York
- 1988 (mit Étienne Balibar): Race, nation, classe : les identités ambiguës. Découverte, Paris, ISBN 2-7071-1777-3.
  - (deutsche Übersetzung von Michael Haupt und Ilse Utz 1990, ²1992): Rasse, Klasse, Nation. Ambivalente Identitäten. Argument, Hamburg, ISBN 3-88619-386-1
- 1991: Geopolitics and Geoculture: Essays on the Changing World-System. Cambridge University Press, Cambridge
- 1991: Unthinking Social Science: The Limits of Nineteenth Century Paradigms. Polity, Cambridge
  - (deutsche Übersetzung von Nicole Jeschke und Britta Krüger 1995): Die Sozialwissenschaft „kaputtdenken“. Die Grenzen der Paradigmen des 19. Jahrhunderts. Beltz Athenäum, Weinheim, ISBN 3-89547-020-1
- 1995: After Liberalism. New Press, New York
- 1995: Historical Capitalism, with Capitalist Civilization. Verso, London
- 1996: Open the Social Sciences: Report of the Gulbenkian Commission on the Restructuring of the Social Sciences. Stanford University Press, ISBN 0-8047-2727-9
  - (deutsche Übersetzung von Christoph Münz 1996): Die Sozialwissenschaften öffnen. Ein Bericht der Gulbenkian-Kommission zur Neustrukturierung der Sozialwissenschaften. Campus, Frankfurt/Main, ISBN 3-593-35610-4.
- 1998: Utopistics: Or, Historical Choices of the Twenty-first Century. New Press, New York
  - (deutsche Übersetzung von Jürgen Pelzer 2002): Utopistik. Historische Alternativen des 21. Jahrhunderts. Promedia, Wien, ISBN 3-85371-184-7
- 1999: The End of the World As We Know It: Social Science for the Twenty-first Century. University of Minnesota Press, Minneapolis
- 2003: Decline of American Power: The U.S. in a Chaotic World. New Press, New York
  - (deutsche Übersetzung von Britta Dutke 2004): Absturz oder Sinkflug des Adlers? Der Niedergang der amerikanischen Macht. VSA, Hamburg, ISBN 3-89965-057-3.
- 2004: World-Systems Analysis: An Introduction. Durham, North Carolina: Duke University Press.
- 2004: Alternatives: The U.S. Confronts the World. Boulder, Colorado: Paradigm Press.
- 2004: The uncertainties of knowledge. Temple University Press, Philadelphia, ISBN 1-59213-242-1
- 2006: European Universalism: The Rhetoric of Power. New York: New Press.
  - (deutsche Übersetzung von Jürgen Pelzer 2007, ²2010): Die Barbarei der anderen. Europäischer Universalismus. Berlin: Wagenbach, ISBN 3-8031-2554-5.
- 2011: The Modern World-System, Bd. IV: Centrist Liberalism Triumphant, 1789–1914. University of California Press, ISBN 0-520-26760-5 / ISBN 0-520-26761-3.
  - (deutsche Übersetzung von Gregor Kneussel 2012): Das moderne Weltsystem IV. Der Siegeszug des Liberalismus (1789–1914). Promedia, Wien, ISBN 3-85371-347-5.
- 2013: (mit Randall Collins et al.): Does Capitalism have a Future?, Oxford University Press.
  - (deutsche Übersetzung von Thomas Laugstien 2014): Stirbt der Kapitalismus? Fünf Szenarien für das 21. Jahrhundert. Campus, Frankfurt/New York, ISBN 978-3-593-50176-5.
- 2018: Welt – System – Analyse: Eine Einführung. (Neue Bibliothek der Sozialwissenschaften; herausgegeben und übersetzt von Felix Merz, Julien Bucher und Sylke Nissen), Springer VS, Wiesbaden, ISBN 978-3-658-21961-1.